# Polystichtis antanitis
Polystichtis antanitis är en fjärilsart som beskrevs av William Chapman Hewitson 1874. Polystichtis antanitis ingår i släktet Polystichtis och familjen Riodinidae. Inga underarter finns listade i Catalogue of Life.